# Чарлс Едвард Стјуарт
Чарлс Едвард Стјуарт (Рим, 31. децембар 1720 − Рим, 31. јануар 1788) био је други јакобитски претедент на престо Велике Британије и Ирске из династије Стјуарт. Био је син Џејмса Френсиса Едварда Стјуарта и Марија Клементина Собјеска. Карло је најпознатији као потицатељ јакобитске буне из 1745, у којој је водио побуну како би вратио своју обитељ на пријестоље Велике Британије. Буна је завршила поразом након битке код Калодена, што је у бити докрајчило јакобитски покрет. Јакобити су подржавали Стјуарте надајући се верској толеранцији за римокатолике и јер су веровали у божанско право краљева. Чарлсов бег из Шкотске након устанка учинио га је роматичном фигуром херојског неуспеха у каснијим приказима. Године 1759. био је умијешан у француске планове за инвазију на Британију, од чега се одустало након британских поморских победа. 

## Младост
Карло се родио у палати Мути у Риму, 31. децембра 1720., где је његову оцу папа Климент XI доделио резиденцију. Провео је готово цело детињство у Риму и Болоњи. Био је син Старога Претендента, Џејмса, сина протераног краља Џејмса II и VII и Марије Клементине Собјеске, унуке Јана III Собјеског, најпознатијег по победи над Османлијама у бици код Беча, 1683.
Имао је привилеговано детињство у Риму, где је добио католички одгој у својој породици. Као легитимни насљедници престола Енглеске, Шкотске и Ирске - према јакобитском веровању - породица је живела уз одређени понос, и тврду веру у у божанско право краљева. Поновно стицање престола Енглеске и Шкотске била је стална тема разговора у дому, што се особито одражавало на расположењу његовог оца.
Његов деда, Џејмс II од Енглеске и VII од Шкотске, владао је земљом од 1685. до 1688. Свргнут је кад је Парламент позвао низоземског протестанта Вилијама III и његову жену принцезу Марију, старију кћи краља Џејмса, да га замене током Славне револуције 1688. Многи протестанти, укључујући бројне истакнуте парламентарце, су били забринути да краљ Џејмс намерава да врати Енглеску на католичку страну. Све од Џејмсовог егзила, јакобити су настојали вратити Стујарте на престо Енглеске и Шкотске, које су се 1707. ујединиле у Велику Британију. Чарлс Едвард имао је кључну улогу у потрази за овим циљем.
Године 1734, Чарлс Едвард је посматрао француску и шпанску опсаду Гаете, што је било његово прво виђење рата. Његовом оцу је успело да задобије обновљењу подршку француске владе 1744, након чега је Чарлс Едвард путовао у Француску с јединим циљем заповедања француском војском која би водила инвазију на Енглеску. До инвазије није никада дошло, јер је флоту распршила олуја. Док се флота поновно окупила, британска флота је приметила диверзију која их је заварала, па је поновно заузела своје положаје у Енглеском каналу. То ипак није омело Чарлса Едварда да настави своју потрагу за повратком Стјуарта на престоље.

## „Четрдесет-пета”
У децембру 1743, Чарлов отац именовао га је принцом регентом, дајући му овлашћење да делује у његово име. Осамнаест месеци касније, био је на челу побуне коју су подржали Французи, с намером да се његов отац постави на престо Енглеске и Шкотске. Чарлс је прикупио средства за опремање два брода: Елизабет, старог ратника са 66 топова и Ду Теиллаy (понегдје и Доутелле), гусарски брод са 16 топова, који су успјешно искрцали Чарла и седам сабораца код Ерискаyа, 23. јула 1745. Чарлс се надао подршци француске флоте, али је она била тешко погођена олујом, па је био препуштен прикупљању војске у Шкотској.
Јакобитски покрет још увек су подржавали бројни горштачки кланови, и католички и протестантски. Чарлс се надао топлом дочеку од тих кланова, како би започео јакобитски устанак широм Британије. Подигао је очеву заставу код Гленфинана, и прикупио довољне снаге за поход на Единбург. Град се, под контролом единбуршкога лорда препозита, Арцхибалда Стеwарта, убрзо предао. Док је боравио у Единбургу, умјетник Аллан Рамсаy насликао је Чарлов портрет, који се чува у збирци грофа од Wемyсса у Госфорд Хоусе.
Побиједио је једину владину постројбу у Шкотској у бици код Престонпанса, 21. рујна 1745. Владине снаге водио је генерал сир Јохн Цопе, чија је катастрофална обрана од јакобитске војске овјековјечена у пјесми "Johnnie Cope". До новембра, Карло је кренуо према југу, на челу људства од око 6.000. Заузевши Царлисле, његова је војска напредовала све до Сwаркестоне Бридгеа у Дербиширу. Овде се, упркос Чарлсовим приговорима, његово веће одлучило вратити у Шкотску, имајући у виду недостатак енглеске и француске потпоре и гласине о окупљању великих владиних снага. Јакобити су поновно кренули на север, побиједивши у бици код Фалкирк Мјура, али их је касније прогонио син краља Џорџа II, војвода од Камберленда, који их је сустигао у бици код Калодена, 16. априла 1746.
Занемарујући савет једнога од својих генерала, лорда Џорџа Марија, Чарлс се одлучио за битку на равном, отвореном, мочварном тлу, где су његове снаге биле изложене надмоћном владином ватреном оружју. Чарлс је заповедао својом војском с положаја иза својих линија, одакле није могао да види што се догађа. Надајући се да ће Камберлендова војска напасти прва, поставио је своје људство изложено британској краљевској артиљерији. Увидевши грешку, брзо је наредио напад, али је његов гласник био убијен пре него што је наредба достављена. Јакобитски напад, усмерен у средиште мускетне и топовске паљбе, био је некоординисан и без успеха.
Јакобити су се пробили кроз бајунете црвених мундира на једном мјесту, али их је устријелио други ред војника, а преживјели су утекли. Цумберландове су снаге починиле бројна звјерства ловећи побијеђене јакобитске војнике, што му је од горштака донело надимак "Месар". Мурраy је успио одвести скупину Јакобита у Рутхвен, намјеравајући наставити борбу. Међутим, сматрајући се изданим, Карло је одлучио напустити јакобитску ствар. Тијеком кампање, Јамес, витез де Јохнстоне, служио је као ађутант Мурраyу, и кратко самому Карлу. Јамес је донио опис тих догађаја из прве руке у својим "Мемоарима из побуне 1745–1746."
Карлов бијег који је услиједио постао је предметом легенди и забиљежен је у популарној народној песми The Skye Boat Song (стихови из 1884, мелодија традиционална), те у старој ирској пјесми Мо Гхиле Меар аутора Сеáна Цлáрацха Мац Домхнаилла. Кријући се у шкотским вриштинама, владине су му снаге увијек биле надомак. Иако су многи горштаци видјели Карла, те му и помогли, нитко га од њих није издао за понуђених 30.000 фунти награде. Чарслу су помагали поборници као што су Доналд Мацлеод из Галтригилла, капетан Фелиx О'Нил из династије О'Неиллових из Феwса, и Флора МацДоналд која му је помогла побјећи на оток Скyе, водећи га прерушена у своју ирску слушкињу, Беттy Бурке, у малом чамцу. На тај је начин избегао заробљавање и напустио земљу на француској фрегати Л'Хеуреуx, стигавши у Француску у септембру. Принчева могила означава традиционално место на обалама Лоцк нан Уамх у Лоцхаберу, одакле је кренуо на последње путовање из Шкотске. С пораженим јакобитским циљем, Чарлс је провео остатак живота — осим једне кратке, тајне посете Лондону — на континенту.

## Каснији живот
Вративши се у Француску, Карло је имао бројне афере; прва родица Марие Лоуисе де Ла Тоур д'Аувергне, супруга Јулеса, кнеза од Гуéмéнé, родила му је сина Чарлса (1748—1749). Из Француске је био протеран 1748, сходно одредбама Ахенског мира, који је привео крају рат између Британије и Француске.
Карло је неколико година у егзилу живио са својом шкотском љубавницом, Цлеметином Wалкинсхаw, коју је упознао и започео везу с њом тијеком побуне 1745. Пар је 1753. добио кћер, Шарлоту. Карлова немогућност да се носи с пропашћу подухвата довела је до његових проблема с пићем, те су мајка и кћи напустиле Чарлса, уз прећутни пристанак његовог оца Џејмса. Шарлота је имала троје незаконите дјеце с Фердинандом, свештеником из породице Рохан. Њихов једини син био је Чарлс Едвард Стујарт, гроф Роехенстарт. Многи од Чарлсових присталица сумњали су да је Цлеметина шпијунка коју је поставила хановерска влада из Велике Британије.
Након пораза, Чарлс је указао преосталих јакобитским присталицама у Енглеској да би, прихваћајући немогућност стјецања енглеске и шкотске круне ако остане католик, био вољан пристати на протестантизам. Сходно томе, у тајности је посјетио Лондон 1750, и примио англиканску причест, вјероватно у једној од преосталих "неприсегнутих" капела. Бискуп Роберт Гордон, тврдокорни јакобит, чија је кућа у Тхеобалд'с Роwу била једна од Карлових сигурних кућа за посјет, највјероватније му је дао причест, а као локација се још 1788. спомињала капелица у Граy'с Инну [Гентлеман'с Магазине, 1788.]. То је оповргнуло приједлог Давида Хумеа да је то била црква на Странду. Међутим, вијест о његову обраћењу није се нашироко огласила, и Карло се очито вратио римокатоличкој вјери до времена своје женидбе.
На врхунцу Седмогодишњег рата, 1759, Чарлс је позван у Париз на састанак с француским министром иностраних послова, војводом од Цхоисеула. Карло није успио оставити добар утисак, будући свадљив и идеалистичан у својим очекивањима. Цхоисеул је планирао пуну инвазију Енглеску, укључујући 100.000 војника, чему се надао додати и јакобите под Карловим водством. Међутим, Карло је на њега оставио тако слаб утисак, да је одустао од могућности јакобитске помоћи. Планирану француску инвазију, што је била Карлова посљедња реалистична шанса за поврат британскога пријестоља, у коначници су запријечиле поморске побједе код заљева Qуиберон и Лагоса.
Карлов је отац умро 1766. Папа Климент XIII признавао је Јакова као краља Енглеске, Шкотске и Ирске, као Јакова III. и ВIII., али Карлу није дао таквога признања.
Карло је 1772. оженио принцезу Лујзу од Столберг-Гедерна. У почетку су живјели у Риму, а 1774. преселили су у Фирензу, гдје су 1777. купили палачу Сан Цлементе, као своју резиденцију. У сјећања на њега, она је такођер позната као Палаззо дел Претенденте. У Фирези је почео користити титулу "гроф од Олбаниа" као алиас. Та се титула често користила за њега у еуропским публикацијама, а његова жена Лујза је готово увијек називана грофицом од Олбаниа.
Лујза је 1780. напустила Карла. Тврдила је да ју је Карло физички злостављао; у ту су констатацију сувременици генерално вјеровали, иако је Лујза већ била умијешана у прељубничку везу с талијанским пјесником, грофом Виторијом Алфиеријем.
Карло је 1783. потписао акт озакоњења за своју незакониту кћер, Шарлоту, коју је 1753. родила Цлементина Wалкинсхаw, касније позната као грофица од Алберстрофа. Карло је Шарлоти дао и титулу војвоткиње од Олбаниа у шкотском племству, и наслов "њезино краљевско височанство", али те почасти нису Шарлоти дали никакво право у наслијеђу пријестоља. Шарлота је живјела са својим оцем у Фиренци и Риму сљедећих пет година.
Тврдње двојице шарлатана из 19. века, Чарлса и Џона Алена, алиас Јохна Собјеског Стјуарта и Цхарлеса Едwарда Стјуарта, да је њихов отац, Тхомас Аллен, био законити син Карла и Лујзе, су без икакве утемељености.

## Смрт и покоп
Карло је умро у Риму, 31. јануара 1788, у доби од 68 година, од удара. Прво је био покопан у катедрали у Фраскатију, где је његов брат Хенри Бенедикт Стјуарт био бискуп. Након Хенријеве смрти 1807, Чарлсови остаци (осим срца) премештени у крипту базилике св. Петра у Ватикану, где су положени су његова оца и брата. Мајка му је такођер покопана у Базилици св. Петра. Срце му је остало у катедрали у Фраскатију, где се чува у малој урни под подом испод споменика.

## Породично стабло
|  |                                                         |  |  |  |  |  |  |  |  |  |  |  |  |  |  |  |
|  | 16. Џејмс VI од Шкотске                                 |  |  |  |  |  |  |  |  |  |  |  |  |  |  |  |
|  |                                                         |  |  |  |  |  |  |  |  |  |  |  |  |  |  |  |
|  |                                                         |  |  |  |  |  |  |  |  |  |  |  |  |  |  |  |
|  | 8. Чарлс I Стјуарт                                      |  |  |  |  |  |  |  |  |  |  |  |  |  |  |  |
|  |                                                         |  |  |  |  |  |  |  |  |  |  |  |  |  |  |  |
|  |                                                         |  |  |  |  |  |  |  |  |  |  |  |  |  |  |  |
|  | 17. Ана од Данске                                       |  |  |  |  |  |  |  |  |  |  |  |  |  |  |  |
|  |                                                         |  |  |  |  |  |  |  |  |  |  |  |  |  |  |  |
|  |                                                         |  |  |  |  |  |  |  |  |  |  |  |  |  |  |  |
|  | 4. Џејмс II Стјуарт                                     |  |  |  |  |  |  |  |  |  |  |  |  |  |  |  |
|  |                                                         |  |  |  |  |  |  |  |  |  |  |  |  |  |  |  |
|  |                                                         |  |  |  |  |  |  |  |  |  |  |  |  |  |  |  |
|  | 18. Анри IV                                             |  |  |  |  |  |  |  |  |  |  |  |  |  |  |  |
|  |                                                         |  |  |  |  |  |  |  |  |  |  |  |  |  |  |  |
|  |                                                         |  |  |  |  |  |  |  |  |  |  |  |  |  |  |  |
|  | 9. Хенријета Марија од Француске                        |  |  |  |  |  |  |  |  |  |  |  |  |  |  |  |
|  |                                                         |  |  |  |  |  |  |  |  |  |  |  |  |  |  |  |
|  |                                                         |  |  |  |  |  |  |  |  |  |  |  |  |  |  |  |
|  | 19. Марија Медичи                                       |  |  |  |  |  |  |  |  |  |  |  |  |  |  |  |
|  |                                                         |  |  |  |  |  |  |  |  |  |  |  |  |  |  |  |
|  |                                                         |  |  |  |  |  |  |  |  |  |  |  |  |  |  |  |
|  | 2. Џејмс Френсис Едвард Стјуарт                         |  |  |  |  |  |  |  |  |  |  |  |  |  |  |  |
|  |                                                         |  |  |  |  |  |  |  |  |  |  |  |  |  |  |  |
|  |                                                         |  |  |  |  |  |  |  |  |  |  |  |  |  |  |  |
|  | 20. Francesco I d'Este, Duke of Modena                  |  |  |  |  |  |  |  |  |  |  |  |  |  |  |  |
|  |                                                         |  |  |  |  |  |  |  |  |  |  |  |  |  |  |  |
|  |                                                         |  |  |  |  |  |  |  |  |  |  |  |  |  |  |  |
|  | 10. Алфонсо IV од Есте, Duke of Modena                  |  |  |  |  |  |  |  |  |  |  |  |  |  |  |  |
|  |                                                         |  |  |  |  |  |  |  |  |  |  |  |  |  |  |  |
|  |                                                         |  |  |  |  |  |  |  |  |  |  |  |  |  |  |  |
|  | 21. Maria Caterina Farnese                              |  |  |  |  |  |  |  |  |  |  |  |  |  |  |  |
|  |                                                         |  |  |  |  |  |  |  |  |  |  |  |  |  |  |  |
|  |                                                         |  |  |  |  |  |  |  |  |  |  |  |  |  |  |  |
|  | 5. Марија Моденска                                      |  |  |  |  |  |  |  |  |  |  |  |  |  |  |  |
|  |                                                         |  |  |  |  |  |  |  |  |  |  |  |  |  |  |  |
|  |                                                         |  |  |  |  |  |  |  |  |  |  |  |  |  |  |  |
|  | 22. Hieronymus Martinozzi                               |  |  |  |  |  |  |  |  |  |  |  |  |  |  |  |
|  |                                                         |  |  |  |  |  |  |  |  |  |  |  |  |  |  |  |
|  |                                                         |  |  |  |  |  |  |  |  |  |  |  |  |  |  |  |
|  | 11. Laura Martinozzi                                    |  |  |  |  |  |  |  |  |  |  |  |  |  |  |  |
|  |                                                         |  |  |  |  |  |  |  |  |  |  |  |  |  |  |  |
|  |                                                         |  |  |  |  |  |  |  |  |  |  |  |  |  |  |  |
|  | 23. Laura Margherita Mazzarini                          |  |  |  |  |  |  |  |  |  |  |  |  |  |  |  |
|  |                                                         |  |  |  |  |  |  |  |  |  |  |  |  |  |  |  |
|  |                                                         |  |  |  |  |  |  |  |  |  |  |  |  |  |  |  |
|  | 1. Чарлс Едвард Стјуарт                                 |  |  |  |  |  |  |  |  |  |  |  |  |  |  |  |
|  |                                                         |  |  |  |  |  |  |  |  |  |  |  |  |  |  |  |
|  |                                                         |  |  |  |  |  |  |  |  |  |  |  |  |  |  |  |
|  | 24. Jakub Sobieski                                      |  |  |  |  |  |  |  |  |  |  |  |  |  |  |  |
|  |                                                         |  |  |  |  |  |  |  |  |  |  |  |  |  |  |  |
|  |                                                         |  |  |  |  |  |  |  |  |  |  |  |  |  |  |  |
|  | 12. Јан III Собјески                                    |  |  |  |  |  |  |  |  |  |  |  |  |  |  |  |
|  |                                                         |  |  |  |  |  |  |  |  |  |  |  |  |  |  |  |
|  |                                                         |  |  |  |  |  |  |  |  |  |  |  |  |  |  |  |
|  | 25. Zofia Teofillia Daniłowicz                          |  |  |  |  |  |  |  |  |  |  |  |  |  |  |  |
|  |                                                         |  |  |  |  |  |  |  |  |  |  |  |  |  |  |  |
|  |                                                         |  |  |  |  |  |  |  |  |  |  |  |  |  |  |  |
|  | 6. Јаков Лудвиг Собјески                                |  |  |  |  |  |  |  |  |  |  |  |  |  |  |  |
|  |                                                         |  |  |  |  |  |  |  |  |  |  |  |  |  |  |  |
|  |                                                         |  |  |  |  |  |  |  |  |  |  |  |  |  |  |  |
|  | 26. Henri Albert de La Grange d'Arquien                 |  |  |  |  |  |  |  |  |  |  |  |  |  |  |  |
|  |                                                         |  |  |  |  |  |  |  |  |  |  |  |  |  |  |  |
|  |                                                         |  |  |  |  |  |  |  |  |  |  |  |  |  |  |  |
|  | 13. Марија Казимира Луиза де Ла Гранж д’Аркен           |  |  |  |  |  |  |  |  |  |  |  |  |  |  |  |
|  |                                                         |  |  |  |  |  |  |  |  |  |  |  |  |  |  |  |
|  |                                                         |  |  |  |  |  |  |  |  |  |  |  |  |  |  |  |
|  | 27. Françoise de La Châtre                              |  |  |  |  |  |  |  |  |  |  |  |  |  |  |  |
|  |                                                         |  |  |  |  |  |  |  |  |  |  |  |  |  |  |  |
|  |                                                         |  |  |  |  |  |  |  |  |  |  |  |  |  |  |  |
|  | 3. Марија Клементина Собјеска                           |  |  |  |  |  |  |  |  |  |  |  |  |  |  |  |
|  |                                                         |  |  |  |  |  |  |  |  |  |  |  |  |  |  |  |
|  |                                                         |  |  |  |  |  |  |  |  |  |  |  |  |  |  |  |
|  | 28. Wolfgang Wilhelm, Count Palatine of Neuburg         |  |  |  |  |  |  |  |  |  |  |  |  |  |  |  |
|  |                                                         |  |  |  |  |  |  |  |  |  |  |  |  |  |  |  |
|  |                                                         |  |  |  |  |  |  |  |  |  |  |  |  |  |  |  |
|  | 14. Филип Вилхелм Палатински                            |  |  |  |  |  |  |  |  |  |  |  |  |  |  |  |
|  |                                                         |  |  |  |  |  |  |  |  |  |  |  |  |  |  |  |
|  |                                                         |  |  |  |  |  |  |  |  |  |  |  |  |  |  |  |
|  | 29. Магдалена од Баварске                               |  |  |  |  |  |  |  |  |  |  |  |  |  |  |  |
|  |                                                         |  |  |  |  |  |  |  |  |  |  |  |  |  |  |  |
|  |                                                         |  |  |  |  |  |  |  |  |  |  |  |  |  |  |  |
|  | 7. Countess Palatine Hedwig Elisabeth Amelia of Neuburg |  |  |  |  |  |  |  |  |  |  |  |  |  |  |  |
|  |                                                         |  |  |  |  |  |  |  |  |  |  |  |  |  |  |  |
|  |                                                         |  |  |  |  |  |  |  |  |  |  |  |  |  |  |  |
|  | 30. Георг II од Хесен-Дармштата                         |  |  |  |  |  |  |  |  |  |  |  |  |  |  |  |
|  |                                                         |  |  |  |  |  |  |  |  |  |  |  |  |  |  |  |
|  |                                                         |  |  |  |  |  |  |  |  |  |  |  |  |  |  |  |
|  | 15. Елизабета Амалија од Хесен-Дармштата                |  |  |  |  |  |  |  |  |  |  |  |  |  |  |  |
|  |                                                         |  |  |  |  |  |  |  |  |  |  |  |  |  |  |  |
|  |                                                         |  |  |  |  |  |  |  |  |  |  |  |  |  |  |  |
|  | 31. Софија Елеонора од Саксоније                        |  |  |  |  |  |  |  |  |  |  |  |  |  |  |  |
|  |                                                         |  |  |  |  |  |  |  |  |  |  |  |  |  |  |  |
|  |                                                         |  |  |  |  |  |  |  |  |  |  |  |  |  |  |  |